# Hemieuxoa violacea
Hemieuxoa violacea là một loài bướm đêm trong họ Noctuidae.